# Сохраняя веру
«Сохраняя веру» (англ. Keeping the Faith) — американская романтическая кинокомедия 2000 года. Режиссёрский дебют актёра Эдварда Нортона. Помимо него самого, в главных ролях снялись Бен Стиллер и Дженна Эльфман, а в ролях второго плана — Энн Бэнкрофт, Милош Форман и Илай Уоллак. Фильм был благосклонно принят кинокритиками.

## Сюжет
Трое одноклассников, живущих в Нью-Йорке — два мальчика и девочка — крепко дружат и почти всё время проводят вместе. Отец девочки получает работу в Калифорнии, и ребята теряют подругу — как им кажется, навсегда.
После окончания школы жизненные пути двух друзей кардинально расходятся, хотя в каком-то смысле оказываются строго параллельными, поскольку оба выросли в очень религиозных семьях — один из них становится католическим священником, второй раввином. Но дружба продолжается. Священник и раввин, получившие места в родном городе, молоды, энергичны, современны, читают успешные проповеди, быстро ставшие очень популярными и посещаемыми, и много делают вместе для взаимопонимания людей разных религий.
Неожиданно в Нью-Йорк возвращается их давняя подруга, троица с огромной радостью воссоединяется, словно и не было долгих лет разлуки.
Но непосредственной детской дружбы уже не получается, все они давно взрослые. Между девушкой и раввином постепенно завязывается роман, вокруг которого строится основной сюжет фильма и возникает множество комических ситуаций. Формируется классический любовный треугольник, а внутри него бушуют нешуточные страсти — священнику (хотя он и обречён на целибат) очень нравится девушка, девушке очень нравится раввин, тому тоже очень нравится девушка. Но она ирландка, а он раввин — более того, единственный кандидат в главные раввины, и весь кагал с нарастающим нетерпением ждёт, когда же он, наконец, женится — как и положено, на еврейке. Ведь холостой главный раввин — это нонсенс…
В полном соответствии с законами жанра (мелодрамой) в конце фильма девушка, устав от неопределённости, попытается уйти, но молодому человеку удастся вернуть и удержать её. Традиционный счастливый конец в данном случае выглядит так: невеста, бывшая католичка, посещает занятия при синагоге и готовится пройти гиюр, а католический священник, оставшийся безбрачным, благословляет молодых…
Ещё одним героем фильма Э. Нортона можно считать город Нью-Йорк, снятый с изысканной красотой и явной любовью.

## В ролях
- Бен Стиллер — Джейкоб Шрам, раввин
- Эдвард Нортон — Брайан Килкенни Финн, святой отец
- Дженна Эльфман — Анна Райли, бизнес-консультант
- Сэм Голдберг — Джейк Шрам в детстве
- Майкл Чарлз Ромэн — Брайан Финн в детстве
- Блайт Ауффарт[англ.] — Анна Райли в детстве
- Энн Бэнкрофт — Рут Шрам, мать Джейка
- Милош Форман — отец Гавел
- Илай Уоллак — рабби Бен Льюис
- Брайан Джордж[англ.] — Поли Чопра, бармен-исповедник
- Холланд Тейлор — Бонни Роуз
- Рена Софер — Рэйчел Роуз
- Рон Рифкин — Ларри Фридман
- Сьюзи Эссман — Эллен Фридман
- Лиза Эдельштейн — Эли Деккер
- Кен Люн — Дон
- Крейг Кастальдо (Радиомэн) — камео